# Diretor Skinner
Diretor Seymour Skinner (nascido Armin Tamzarian)  é o diretor da escola primária de Springfield, cidade em que se passa a história da família Simpsons. Apesar de já ter uma certa idade, é solteiro e mora com sua mãe idosa. Às vezes revela uma certa instabilidade mental e age como o personagem de Anthony Perkins no filme "Psicose (BR)" em relação a sua mãe. Outras vezes parece trazer algumas neuroses de guerra, adquiridas após lutar como soldado em conflitos que lembram a Guerra do Vietnã. Mas no geral é tido como um dedicado servidor público.
O morador de Springfield tem um amor pela professora Edna Krabappel, com quem quase se casou, mas desistiu na última hora. Em um episódio foi revelado que Skinner é o nome de um soldado que supostamente morrera na guerra e era companheiro do diretor. Ao retornar e tentar contar o ocorrido a mãe do seu amigo, já uma idosa senhora, ela o confunde com o filho. O ex-soldado acaba assumindo a nova identidade e se torna Seymour Skinner. Mesmo quando o verdadeiro Skinner volta, a mãe e os demais fazem com que o agora diretor de escola continue com a sua nova identidade, rejeitando o verdadeiro Skinner que se mostra bem desagradável. Skinner é muito atormentado por Bart Simpson e por outros garotos bagunceiros. Seymour já namorou a sargenta Karon, mas o tal relacionamento teve fim após intercepção de Agnes.

## Personalidade
Seymour Skinner possui uma personalidade igual a de um diretor de escola qualquer e deseja que os alunos da Escola Elementar de Springfield sejam o futuro de Springfield. Seymour vive dando aos alunos bem comportados prêmios ou passeios escolares não agendados e quanto aos alunos mal comportados, manda-os para detenção, os suspende ou até os expulsa. O diretor quase sempre é incomodado pela sua mãe, que sempre quer que ele faça do jeito dela. Skinner quase sempre é advertido pelo Super-intendente Chalmers quando a escola não está agindo na ordem certa, e o problema da escola é quase sempre culpa de Bart Simpson, pois Skinner quase sempre leva a pior por isso. Seymour quase sempre é perturbado ou incomodado por Bart Simpson, pois o garoto sempre o humilha com pegadinhas ou até mesmo com provocações, o que faz o diretor punir Simpson, dando-o uma detenção que dura, em média, 3 meses.